# Sarp (Francja)
Sarp – miejscowość i gmina we Francji, w regionie Oksytania, w departamencie Pireneje Wysokie.
Według danych na rok 1990 gminę zamieszkuje 115 osób, a gęstość zaludnienia wynosi 63 osób/km² (wśród 3020 gmin regionu Midi-Pireneje Sarp plasuje się na 948. miejscu pod względem liczby ludności, natomiast pod względem powierzchni na miejscu 1725.).